# Eukariogeneza
Eukariogeneza – zaproponowana przez Philipa Bella w 2001 roku hipoteza mówiąca o tym, że jądra komórkowe eukariotycznych form życia ewoluowały z wielkich nukleocytoplazmatycznych wirusów DNA (megawirusów) w procesie endosymbiozy z komórkami archeonów stając się formą symbiogenezy.